# Ligue de Football Professionnel (Algeria)
La Ligue de Football Professionnel (pronuncia francese liɡ də futbol pʁɔfɛsjɔnɛl, in arabo رابطة كرة القدم المحترفة‎?), nota con l'acronimo LFP e già conosciuta come Ligue Nationale de Football (acronimo LNF), è l'organo che, sotto la giurisdizione della federazione calcistica algerina (FAF), gestisce e organizza in Algeria il campionato di Ligue 1. 
Fu fondata nel 1962, anno dell'indipendenza dell'Algeria.